# آلیل

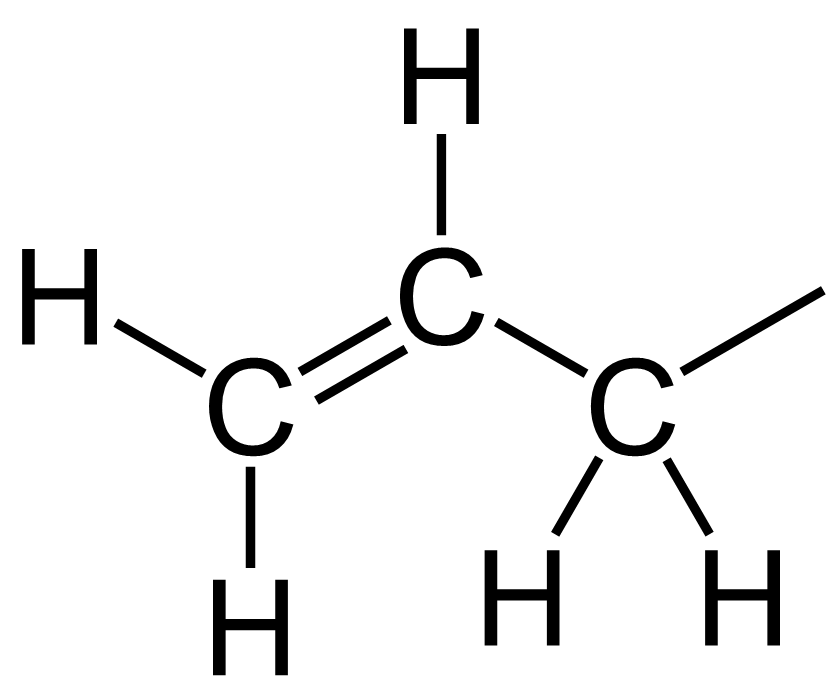
ساختار گروه آلیل.

گروه آلیل (به انگلیسی: Allyl) در شیمی آلی به دسته‌ای از استخلاف‌ها با فرمول کلی H2C=CH-CH2R گفته می‌شود که در آن R نشان دهنده یک شاخه جانبی است. گروه آلیل در واقع عبارت است از یک پل متیلن که به یک گروه وینیل متصل شده است.